# Monique Boué
Monique Boué (* 10. Juni 1928 in Quimper als Monique Yvinou; † 5. Februar 2021) war eine französische Turnerin.

## Karriere
Monique Boué nahm an den Olympischen Spielen 1948 in London im Mannschaftsmehrkampf teil, wo das Team den 10. Platz belegte.